# Jamie Clapham
Ne pas confondre avec Clapham, quartier de Londres.
James Richard Clapham, couramment appelé Jamie Clapham, est un footballeur puis entraîneur anglais, né le 7 décembre 1975 à Lincoln, Angleterre. Évoluant au poste d'arrière gauche, il est principalement connu pour ses saisons à Ipswich Town, Birmingham City et Notts County.

## Biographie

### Carrière de joueur
Natif de Lincoln, il commence sa carrière avec Tottenham Hotspur. Il joue notamment la Coupe Intertoto 1995 pendant laquelle les Spurs alignent une équipe bis. Il joue son seul match de championnat le 11 mai 1997 pour une défaite 1-2 contre Coventry City. Il connaît ensuite trois périodes de prêt, à Leyton Orient du 29 janvier 1997 au 22 février 1997, aux Bristol Rovers du 27 mars 1997 au 26 avril 1997 et enfin à Ipswich Town du 9 janvier 1998 au 12 mars 1998, ce dernier prêt étant transformé en transfert définitif pour une valeur de 300 000 £ à cette date.
Il jouera un total de 195 matches pour les Blues pour 8 buts inscrits, la plupart sur coup franc direct de son pied gauche. En 1999, il a été élu Joueur de l'année par les supporteurs. Il joue aussi 12 matches de compétition européenne avec Ipswich Town, lors de deux campagnes successives en Coupe UEFA, en 2001-02 et en 2002-03. Malheureusement, la relégation du club en 2002 et les difficultés financières qui en découlèrent obligèrent le club à se déclarer insolvable et à se séparer de leurs joueurs les plus côtés, dont Clapham.
C'est ainsi qu'il rejoint Birmingham City en 2003 pour 1 300 000 £. Il s'installe rapidement dans l'équipe avant qu'une blessure aux ischio-jambiers ne l'éloigne des terrains de décembre jusqu'à pratiquement avril. Lors des deux saisons suivantes, il retrouve un temps de jeu certain mais sans jamais s'imposer totalement, confronté à la concurrence de Stan Lazaridis et Julian Gray. En mai 2006, il est libéré de son contrat après avoir joué 84 matches de championnat pour Birmingham City.
En juillet 2006, il effectue un essai auprès de Sheffield United et joue même un match de pré-saison contre Rotherham United, sans que cela ne mène à un contrat. Des contacts le lient aussi avec son ancien club, Ipswich Town, mais c'est finalement avec les Wolverhampton Wanderers qu'il signe en août 2006 un contrat de deux ans. Après avoir joué 26 matches lors de sa première saison chez les Wolves, il est placé sur la liste des transferts. Mais en l'absence de contact, il recommence la saison suivante auprès de Wolverhampton Wanderers et part en prêt à Leeds United en août 2007. Il y retrouve du temps de jeu et devient même un élément important dans l'effectif des Whites.
À son retour chez les Wolves, il rencontre de nouveau les mêmes difficultés pour avoir du temps de jeu, et finit par partir pour Leicester City le 31 janvier 2008 où il ne reste que 6 mois, étant libéré de son contrat en mai. Après s'être entraîné avec West Bromwich Albion pendant le mois de juillet, où il retrouvait son ancien coach d'Ipswich Town, Tony Mowbray, il effectue un essai infructueux auprès de Southend United. Il s'entraîne alors avec Notts County qui, après deux semaines, lui propose de signer un contrat de six mois en septembre 2008 avant de le prolonger pour 18 mois en janvier 2009. Toutefois, à la fin de la saison 2009-10, il est libéré de son contrat ainsi que 7 autres joueurs du club confronté à la nécessité de dégraisser sa masse salariale.
Il s'engage alors en juillet 2010 avec Lincoln City pour un an. À l'issue de son contrat, il n'est pas renouvelé et s'engage pour Kettering Town après y avoir effectué un essai. Toutefois, assez rapidement après sa signature, l'entraîneur Morrell Maison est renvoyé et remplacé par Mark Stimson (en), ce qui le pousse à quitter le club et par suite de mettre fin à sa carrière.

### Carrière d'entraîneur
Après avoir raccroché les crampons, il est contacté par son ancien entraîneur, Tony Mowbray, qui lui propose de prendre le poste d'entraîneur de l'académie de Middlesbrough, libéré par le départ de Steve Agnew (en) pour Hull City. Il devient ensuite l'entraîneur des moins de 21 ans du club puis adjoint au nouvel entraîneur Aitor Karanka de novembre 2013 à mars 2014. En juin 2015, il rejoint Mowbray comme adjoint à Coventry City. En septembre 2016, il devient l'adjoint de Paul Heckingbottom (en) à Barnsley.
Son père, Graham (en), et son grand-père, Bert Wilkinson (en), ont aussi été footballeurs professionnels. 